# Lorraine Petrel
Le Lorraine 12H Petrel était un moteur à pistons français pour avion, construit par Lorraine-Dietrich. De type 12 cylindres en V, ce moteur suralimenté avait à l'origine une puissance de 370 kW (500 ch), mais plus tard il fut amélioré pour donner 640 kW (860 ch). Au milieu des années 1930, il propulsait divers types d'avions, principalement français, dont plusieurs prototypes.